# Dom von Urbino

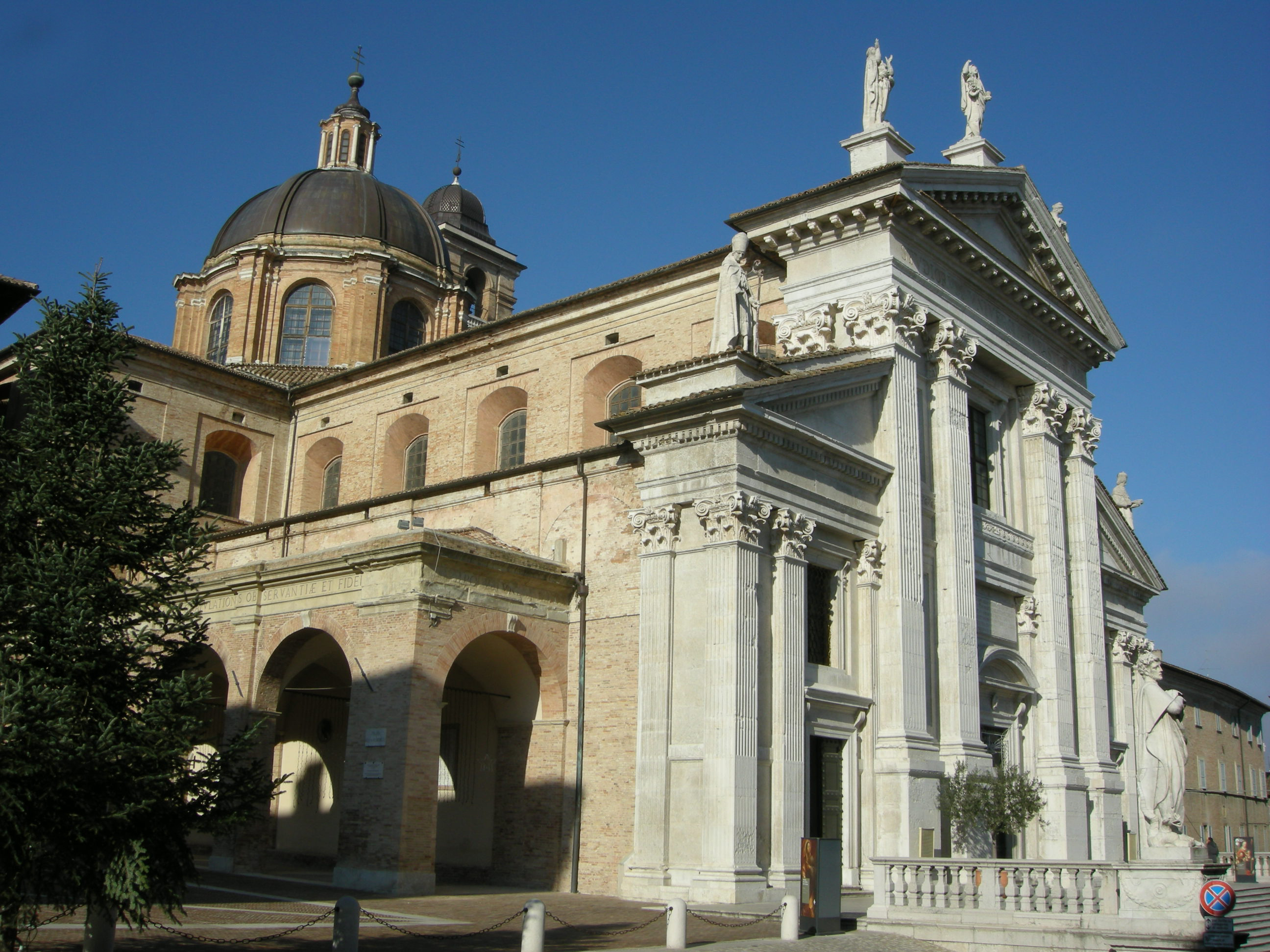
Außenansicht

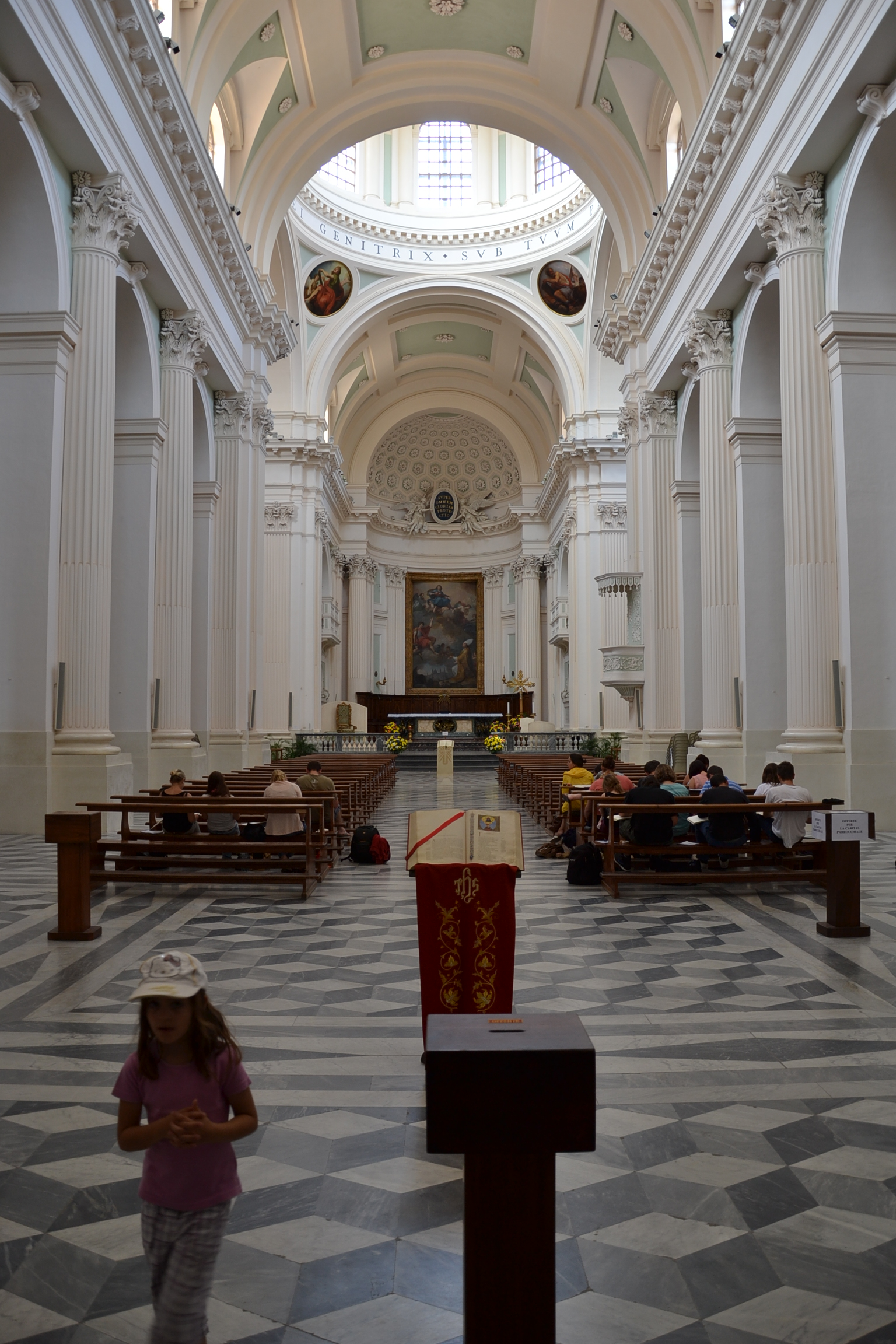
Innenraum

Der Dom von Urbino oder die Kathedralbasilika Mariä Himmelfahrt (italienisch Duomo di Urbino, Basilica Cattedrale di Santa Maria Assunta) ist eine Kirche in Urbino in der italienischen Region Marken. Die Kathedrale des Erzbistums Urbino-Urbania-Sant’Angelo in Vado führt das Patrozinium Maria Himmelfahrt. Sie trägt den Titel einer Basilika minor und gehört zum Weltkulturerbe der Altstadt von Urbino.

## Geschichte
Die erste Kathedrale an dieser Stelle wurde um 1021 erbaut und ersetzte eine andere, die außerhalb der Stadtmauer stand. Unter der Schirmherrschaft des Grafen Federico da Montefeltro fand im 15. Jahrhundert ein Umbau nach einem Entwurf von Francesco di Giorgio Martini statt. Der Bau dauerte bis 1604. Die Westfassade wurde nach einem Entwurf von Camillo Morigia aus Furlo-Stein 1782 fertiggestellt. Sie wurde mit fünf Bildern versehen, die die drei religiösen Tugenden (Glaube, Hoffnung und Liebe) darstellen, flankiert von Augustinus von Hippo links und Johannes Chrysostomos rechts.
Nach Beschädigungen durch das Erdbeben 1781 stürzte am 12. Januar 1789 die Kuppel nach einem weiteren starken Erdbeben ein und musste umgebaut werden. Dieses Projekt wurde Giuseppe Valadier anvertraut und 1801 fertiggestellt. Der Umbau erfolgte im klassizistischen Stil. Die Kathedrale wurde 1950 durch Papst Pius XII. in den Rang einer Basilica minor erhoben.

## Architektur
Der klassizistische weiße Innenraum der dreischiffigen Basilika ist auf einem Grundriss in Form eines lateinischen Kreuzes ausgeführt. Sie hat eine Länge von 64 Metern und eine Breite von 37 Metern. Das Mittelschiff ist mit einem Tonnengewölbe überdacht. Die Kreuzung des Querschiffs trägt eine Vierungskuppel mit einem Tambour, deren Laterne auf 50 Metern ragt, das Gewölbe ist als Kassettendecke gestaltet.
Im Inneren befinden sich zwei Gemälde von Federico Barocci, Martyrium des hl. Sebastian im Nordschiff und das Abendmahl in der Sakramentskapelle. Weitere Gemälde sind eine Maria Himmelfahrt von Carlo Maratta und eine Geburt von Carlo Cignani. Die vier Evangelisten sind auf den Pendentifs der Kuppel abgebildet. Das wichtigste Altarbild stammt von Christopher Unterberger und stellt eine Madonna unter den Schutzheiligen der Stadt dar. Das Gemälde Verlegung des Heiligen Hauses von Loreto stammt von Claudio Ridolfi.
Der humanistische Gelehrte und Historiker Polydor Vergil starb 1555 in Urbino. Er wurde in dieser Kathedrale in der Kapelle des hl. Andreas beigesetzt, die er selbst stiftete. Sein Grab war 1631 mit einem Gedenkstein bedeckt, auf dem stand, „sein Ruhm wird immer weiterleben“. Es wird vermutet, dass dieser Stein 1789 beim Erdbeben verloren ging.